# Rozváděcí kolo
Rozváděcí kolo je pevná součást turbín a jiných dynamických rotačních strojů. Jeho úkolem je nasměrovat proudící médium optimálním způsobem proti lopatkám oběžného kola.
Rozváděcí kolo je obvyklou součástí vodních turbín (Kaplanovy a Francisovy; Peltonova turbína rozváděcí kolo nemá). Funkci rozváděcího kola plní i reakční člen, stator, u hydrodynamického měniče.
Několik rozváděcích kol mívá parní turbína nebo spalovací turbína a turbokompresor.